# Tailing (Chromatographie)
Tailing bezeichnet die Asymmetrie eines Peaks in der Chromatographie, bei dem das Vorderteil steiler ist als das Hinterteil relativ zur Grundlinie. In der Papierchromatographie und Dünnschichtchromatographie erkennt man es an der Fleckverbreiterung in entgegengesetzter Richtung zur Laufmittelfront. Ursachen für dieses Phänomen können Totvolumina oder Verschmutzungen in der Probe sein, aber auch wenn eine Zersetzung stattfindet. Ein weiterer Grund kann die Adsorption von stärker polaren Substanzen an die Oberfläche sein.
Der umgekehrte Fall von Tailing wird als Fronting bezeichnet.